# Exploatarea Minieră Crucea – Botușana
Exploatarea Minieră Crucea – Botușana este o exploatare de uraniu situată în județul Suceava, România, operată de Compania Națională a Uraniului.

## Localizare
Eploatarea propriu-zisă include perimetrul Crucea, situat pe valea pârâului Crucea la 6 km de comuna Crucea și perimetrul Botușana, situat pe versantul stâng al Bistriței, la 10 km de comuna Ostra. Suprafața însumată a acestor 2 perimetre este de 6,174 km2.

## Istoric
Exploatarea perimetrelor de la Crucea și de la Botușana a fost operaționalizată în intervalul 1983-1985. Minereul de aici era transportat la uzina de exploatare și de prelucrare de la Feldioara.
În anul 2023 activitatea de exploatare era sistată temporar datorită ineficienței economice a acesteia, în condițiile unui conținut redus în uraniu al rezervelor locale rămase încă exploatabile, de minereu uranifer.